# Sophie Rohonyi
Sophie Rohonyi (Eigenbrakel, 7 mei 1987) is een Belgisch politica voor DéFI. Sinds 2024 is zij voorzitter van deze partij.

## Levensloop
Haar grootouders langs vaderskant migreerden in 1948 van Hongarije naar België, op de vlucht voor het communistische regime. Haar grootvader langs moederskant was de PSC-politicus en senator John Maes. Rohonyi groeide op in Waterloo, waar haar vader gemeentesecretaris was. Haar moeder was stewardess bij Sabena. Ze vestigde zich in 2012 in Sint-Genesius-Rode, een gemeente in de Vlaamse Rand rond Brussel.
Rohonyi behaalde in 2010 een master in de rechtsgeleerdheid aan de Université libre de Bruxelles en werd van 2011 tot 2014 juriste bij het Centre d'Action Laïque, dat het laïcisme en het respect voor mensenrechten in België en Europa verdedigt en bevordert. In die hoedanigheid bestudeerde ze parlementaire en regeringsinitiatieven inzake strafrecht en ethische thema's. Van 2014 tot 2019 was ze vervolgens parlementair assistente van DéFI-voorzitter Olivier Maingain. Daarnaast was ze gedurende twee jaar voorzitter van de subcommissie Burgerschap van de CCOJ, de consultatieve raad van jeugdorganisaties in Franstalig België, en van 2013 tot 2016 lid van de commissie Justitie van de Ligue des Droits de l'Homme, de Franstalige tegenhanger van de Liga voor Mensenrechten. Van maart 2023 tot november 2024 was Rohonyi eveneens voorzitter van de Franstalige Vrouwenraad CFFB. Ze nam ontslag uit deze functie om zich te concentreren op haar politieke loopbaan.
In 2012 sloot Rohonyi zich aan bij het FDF, de voorloper van DéFI, en van 2016 tot 2019 was ze voorzitter van de DéFI-afdeling in de Vlaamse Rand. Ook werd ze vicevoorzitter van de DéFI-afdeling in haar woonplaats Sint-Genesius-Rode, waar ze sinds de gemeenteraadsverkiezingen van oktober 2018 in de gemeenteraad zetelt. Sinds december 2024 is Rohonyi schepen van Sint-Genesius-Rode, bevoegd voor Onderwijs, Buitenschoolse Opvang, Openbare Werken, Mobiliteit, Gezondheid en Dierenwelzijn.
Rohonyi werd bij de verkiezingen van 26 mei 2019 verkozen tot lid van de Kamer van volksvertegenwoordigers voor de kieskring Brussel-Hoofdstad. Ze werd er actief in de commissies Justitie en Gezondheid en Gelijke Kansen en concentreerde zich op het zelfstandigenbeleid, de strijd tegen financiële armoede en geluidshinder in het verkeer en de verdediging van vrouwenrechten. Ze was opnieuw kandidaat bij de federale verkiezingen van 9 juni 2024 maar werd niet verkozen.
Rohonyi stelde zich na de verkiezingen kandidaat bij de voorzittersverkiezingen in haar partij. Op 5 juli 2024 werd ze met 79 procent van de stemmen verkozen tot partijvoorzitter van DéFI.